# Скрябін (гурт)
«Скрябін» — український музичний гурт, що за час своєї творчої активності пройшов шлях від синті-попу, постпанку і техно до поп-року та поп-музики. Склад гурту також неодноразово змінювався. Єдиним постійним учасником колективу з часу його заснування і до своєї смерті був Андрій «Кузьма» Кузьменко. Зазвичай музику гурту поділяють на «старий» (приблизно до 2003 року) та «новий» (до 2015) періоди.
«Скрябін» є першим українськомовним гуртом у жанрі синті-попу та альтернативної електроніки. За час творчої діяльності гурт видав сімнадцять студійних альбомів, дві збірки, дев'ять макси-синглів, один концертний альбом та багато інших музичних проєктів.

## Історія гурту

### Передісторія
Гурт виник у 1989 році у місті Новояворівську Львівської області на уламках ряду місцевих рок-гуртів, що об'єднувалися навколо студії «Sпати» (Студія Патологічної Тиші). За три роки до цього, в 1986 році, Андрій Кузьменко знайомиться з Володимиром Шкондою. У них обох були спільні музичні смаки. Спочатку вони слухали музику, але пізніше вирішили і самі її грати. Кузьменко грав на піаніно, а Володимир на гітарі.
У 1987 Андрій Кузьменко записує пісні «І так то вже є» (на слова Андрія Штурми), «Brother», «Lucky Now» (у ній підспівує троюрідний брат Андрія Кузьменка). Андрій грає в гурті «Ланцюгова Реакція», виступаючи на шкільних дискотеках.
1988 року в Новояворівську Ростик Домішевський засновує свою першу групу «Наша Кантора» і студію «Sпати», куди згодом вступають Андрій Кузьменко та Ігор Яцишин (який пізніше гине від рук п'яного вітчима). Тоді Андрій грав танцювальну музику. В цей же час Андрій бере участь у таких гуртах як Асоціація Джентльменів, Уко, Труна, Death Time Boys, Реанімація. Також у Андрія Кузьменка були власні сольні проєкти. У той період записані такі пісні як «Душа і Плоть» (на слова знайомої Андрія Штурми — Ольги Кравчук), «Love Me To Death», «Ліза (Олля)», «Texas Song». Незабаром усі перелічені команди розпадаються і ряд їхніх колишніх учасників утворює перший склад майбутнього «Скрябіна» — Андрій «Кузьма» Кузьменко (вокал, тексти, музика), Ростислав «Рой» Домішевський (бас-гітара, тексти, музика), Сергій «Шура» Гера (клавішні), Ігор Яцишин (ударні) і Олександр «Скряба» Скрябін (звукорежисура). Кузьма з приводу цього згадував:
Зібралися ми якось так спонтанно. Взагалі, весь цей Скрябін — це щось таке, може, навіть, мало-мало космічне, тобто воно ніколи не підкорялося ніяким правилам. Ми не робили це для чогось конкретно — ми просто це робили, тому що нам це було в кайф. А в якийсь момент ми зрозуміли, що із цього можна зробити щось нормальне.

### Початок 1989—1991
Рішення записати пісню «Feel The Pain», а також її україномовну версію «Чуєш Біль» та інструментальний варіант складом новоствореного гурту прийнято 30 травня 1989 року.

Кадр з першого кліпу «Чуєш Біль», 1989

 Звукорежисером зголосився бути Скряба, на бас-гітарі грав Ростик, на клавішних — Шура, на ударні посадили Яцишина, а Кузьма виконував почесну роль вокаліста, автора текстів та музики. Хоча сам Кузьма зі страхом і соромом згадує рівень свого тодішнього вокалу. Запис виконували на котушковому магнітофоні. Як не дивно, новоутворений гурт не розбігся після запису, а вирішив працювати далі, для чого залучили до знімання кліпу Володимира Зайковського й продовжували записувати нові пісні. Альбом «Чуєш Біль» складався з 12 композицій. Пісні магнітоальбому, записаного на «Sпати» до грудня 1989 року, дублювали англомовними версіями. Деякі пісні писали спочатку англійською, а потім уже перекладали українською. Запис альбому й активне життя гурту закінчилося з призовом Роя до армії.

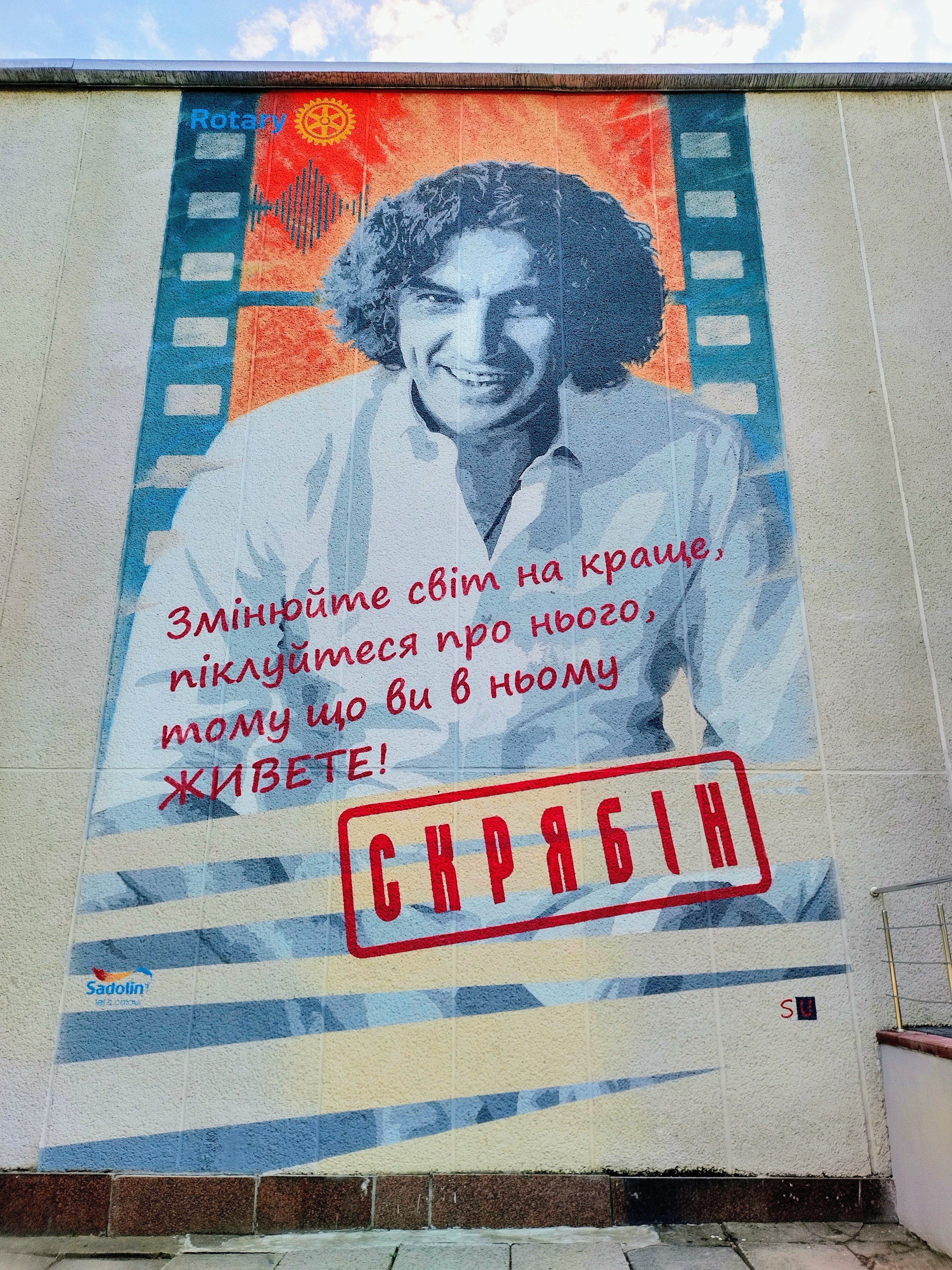
Мурал на фасаді Палацу культури «Кристал» у Новояворівську

Назва «Скрябін» з'явилася влітку 1989 року. Зайковський, збираючись надіслати знятий кліп на один авангардний фестиваль у Москву, «резонно запитав, як це все назвати в титрах?». У той момент із ними на студії не було саме Скряби. Учасники гурту вирішили «підставити» його, й назвали гурт його прізвищем. Хоча й саме слово їм сподобалося: коротке, трохи екзотичне, легко запам'ятовується. Та ще й з іменем збіглося, бо ж був ще один Олександр Скрябін, відомий композитор, щоправда, російський.
Наступного року збірна команда студії «Sпати» під назвою «Сидіння Разом» поїхала на перший авангардний фестиваль «Вивих» до Львова. 1991 року «Скрябін» у трохи зміненому складі вперше виступив на великій сцені. Кузьма, покликавши Шуру, що приїхав на канікули з Білорусі, Скрябу й К'юра (Андрій Штурма), із назвою «Андрій Кілл» вирушив до Запоріжжя на другий фестиваль «Червона Рута». Там вони зіграли три пісні: «Олля», «Самотній В'язень» і «На Даху (Добре)». Остання посіла третє місце в жанрі поп, що й дотепер залишається страшною загадкою для учасників гурту, оскільки її тоді було виконано дуже низьким і не в тему фальшивим вокалом переляканого Кузьми. Після «Червоної Рути» «Андрій Кілл» підписав нещасливий контракт, що «скрябінці» одноголосно називають найстрашнішим у своїй історії. Його було укладено зі «Студією Лева», і його термін становив 13 років. Але завдяки цій угоді вони отримали можливість записати на «Студії Лева» альбом «Мова Риб», що став першим матеріалом Скрябіна, який вийшов на касеті й був розповсюджений протягом року завдяки старанням «Барда» (Віталій Бардецький, друг гурту).

Перший виступ гурту «Скрябін» у першому складі відбувся 1991 року у військовій частині. Коментар Шури щодо цього концерту:
У залі було двоє людей і двісті солдатів, і вони постійно кричали й підкидали шапки нагору

### 1992—1994
1992 року гурт запросило до співпраці перше в Україні продюсерське агентство «Ростислав-шоу», директором якого був Ростислав Штинь. Одержавши в безкоштовну оренду добрі, на той час, музичні інструменти й першу стабільну заробітну платню вони записали у студії «Sпати» перший серйозний музичний матеріал — альбом «Технофайт». Із цим матеріалом «Скрябін» об'їхав маленький міський концертний тур з «живим» звуком.
Всі серйозні плани й наміри тріснули в один момент — «Ростислав-шоу» перестало існувати. «Технофайт» залишився в аматорському записі й тільки три треки: «Сам», «Не вмирай», «In your eyes» було записано в студії агентства, згодом вони увійшли до альбому «Мова Риб». Деякі інші пісні теж було «конкретно перероблено», перезаписано, після чого вони увійшли до наступних альбомів гурту.
Із записом пісні «Нікому то не треба» з 1993 року гурт призупинив свою діяльність.
У той час Кузьма й Шура вчилися, Ростик уперше поїхав до Москви. За допомогою Барда саме в цей період гурт здійснив декілька авантюрних подорожей до Німеччини, зокрема на фестиваль «Berlin Independent Days». У Берліні в них з'явилися справжні друзі — всесвітньо відомий гурт «Camouflage», лідер якого Гайко Майле подарував Скрябіну їхні перші власні клавіші «AKAI». Скрябін грав у нічних клубах у стилях нової романтики і техно. Саме на таких виступах Кузьма і юний Шура почали експериментувати з діджейським устаткуванням і сучасними звуками, що через кілька років вилилося в музичний проєкт «Молотов-20». Подорожі до Німеччини відбувалися на старенькій «Побєді», про що Кузьма частково згадував у книзі «Я, Побєда І Берлін».
Період важких спадів, коли гурт перебував на грані розпаду, скінчився в середині 1994 року, коли Тарас Гавриляк (Тері), у минулому працівник «Ростислав-Шоу», запропонував гурту свій менеджмент. Це була людина з певними зв'язками й великою енергією. Назбиравши зі всіх своїх знайомих грошей, позичивши деяку суму грошей навіть у власних батьків, Тері восени 1994 року силою витягнув Кузьму, Ростика, Шуру й Скрябу до Києва, де протягом семи ночей було записано альбом «Птахи». Перед цим вони забракували дві студії, які їм «зовсім не підходили».

### Перший успіх. 1994—1997
Кузьма згадує: 
Чисто випадково ми потрапили на студію «Nova», де дуже здивувалися, побачивши комп'ютерну програму «Master Tracks Pro-5», з якою вже були знайомі. Аранжувальник студії Жан Болотов допоміг нам «в'їхати» в тонкості звукової какофонії. Виявилося все легко й зручно, та й звук нам підходив. Нам потрібно було укластися в визначені строки, тому що в нас була обмежена сума грошей. (600 доларів, які були подаровані незнайомим меценатом). Потім два дні записували вокал і три дні зводили. Цікаво, що найбільш хітові пісні — «Птахи», «Змучений», «Мудрий, бо німий» вийшли швидше всього. Коли ми прийшли, ми не знали що ми будемо писати. Весь музичний варіант ми накопичували з нуля. Нічого в голову не лізло, і ми почали згадувати щось зі старих речей — «L'amour Attack», «Плани», «Наприклад». А за пісню «То для нас» мені й дотепер трохи соромно, тому що вона була придумана за 15 хвилин і була якби дописом до альбому. «Птахи» ми теж написали за 20 хвилин. Через цю пісню ми із Шурою ледве не побилися. Я видумав свою партію, він свою. Кожен відстоював свою точку зору. Зрештою залишили обидві. А назва альбому з'явилася начебто сама собою: річ у тім, що пісня «Птахи» не ремікс, а цілком нова композиція. Тижня два ми сумнівалися, але потім так і залишили цю назву.
Альбом «Птахи» став першою роботою, що принесла «Скрябіну» популярність у всій Україні. З періоду, коли цей альбом було записано на студії «Нова», для гурту почався новий період. Альбом вийшов на касетах навесні 1995 року (випуск фірми «Київ Eurostar») і восени на CD (фірма «Караван CD», яка взяла на себе всі витрати на запис), але композиції з нього вже з осені 1994-го почали з'являтися у різних хіт-парадах. До березня 1996 року продано 600 CD й 4000 касет, з них майже 2000 тільки у Львові. Там миттєво з'явився піратський альбом «На небі».
«Скрябін» протягом 1995 року взяв участь у багатьох фестивалях та акціях (всього 52 — комерційні та некомерційні). Також дали багато концертів (одного разу 25 концертів за три тижні). Фестивалі — «Мелодія'95» (перше місце за пісню «Птахи»), «Нові зірки старого року» (друге місце), «Вітер зі сходу», «Музичний сендвіч», «Марія», «Berlin Independence Day», «Попсо Франко», «Донецьк запрошує друзів», «Форум для діаспори з Канади», «Таврійські ігри-1995» «Музиканти проти наркоманії й алкоголізму».
1995 року на студії «Новий Простір» записано альбом «Молотов-20», що після швидкого розриву зі студією залишився невиданим. Музика на альбомі була, за словами учасників, «чистим авангардом», але публіка сприймала тільки старі й відомі пісні. Відтак матеріал передано Тері без усякої надії на видання.
У програмі «Саундпарк» Кузьмі із Шурою урочисто вручили перший зразок CD «Птахів». Цей диск Кузьма відвіз у Карпати, де закопав його разом із CD-плеєром і написав заповіт, відповідно до якого через 100 років (2097 року) буде оприлюднене місце поховання, і кожен зможе відкопати скарб і прослухати CD. Те саме було вчинено з дисками «Казки» і «Мова Риб».
Студія «Nova», спостерігаючи за успіхом молодої команди, охоче запропонувала їм постійний контракт. 1 січня 1996 року підписано контракт на один рік, відповідно до якого гурт повинен мав записати свій новий матеріал саме на «Nova». «Скрябін» уже притерся у столичних колах, Шура захопився рейвом і активно писав останні треки на «Молотов-20», а Ростик знову поїхав до Москви. У всіх інтерв'ю того часу Кузьма досить категорично висловлювався на тему того, що він і Шура — це кістяк гурту, а Ростик і Тері «належать до людей, які приходять і відходять». З початку контрактного періоду Кузьма хотів випустити одразу три альбоми, один із яких обов'язково мав бути в живому виконанні й за участі друзів гурту. Але всі ці три проєкти злилися в одному. «Казки» записували півроку. Матеріал для платівки брали з усіх старих альбомів, окрім «Мови Риб».
Проєкт об'єднання багатьох музикантів відбився в запрошенні до запису «Казок» великої кількості друзів музикантів. Допомогли з музикою Жан Болотов і Олег Барабаш; підспівували й пригравали великі друзі й колеги Скрябіна — Андрій Підлужний (Нічлава) і Костянтин Тараненко з «Нічлава блюз», Геннадій Дьяконов із гурту «Білик», Олег Лапоногов із «Табула Раса», Олег Комлач, Лесик Турко, Віталій Климов, El Кравчук. Відгукнулися люди зі Львова, навіть приїхала Ярка Якубяк з гурту «Мертвий Півень», але записати її не встигли. Під новий 1997 рік альбом «Казки» у двох частинах було записано й зведено, і «Національна Аудікомпанія» (NAC) одержала матеріал для тиражування. Кліп на трек «Train», почав розкручуватися навіть першою версію (друга версія кліпу 1997 року) і посів перше місце в хіт-параді програми «Території А». Водночас гурт займався перевиданням альбому «Мова Риб» на «Студії Лева». Перевиданий із кращою якістю, альбом за змістом відрізняється на 50 % від «львівського запису». Альбом вийшов одночасно з «Казками», але його не рекламували. Вибір «який альбом купувати?» музиканти віддали слухачам. Більшості фанів сподобався «новий-старий» альбом, аніж «Казки».
30 травня 1996 року відбувся конкурс «Території А», що називався «Територія — Данс», у якому Скрябін змагався з гуртами «Green Grey» та «Аква Віта». Перемогу Скрябіна було заплановано наперед, вона й відбулася з рахунком 4:1. Однак те, що сценарій був із самого спочатку запланований викликало обурення «скрябінців». На «Таврійських іграх-96» Скрябін одержав почесне звання «Найкращий поп-гурт року». Вони одержали також нагороду — круїзну поїздку, і Кузьма вирушив до Туреччини. Незабаром після цього Кузьма із Шурою, а також Ростиком, що часом з'являвся, засіли на «Nova» і почали працювати. У листопаді було зроблено перерву на знімання кліпу «Той Прикрий Світ», що виявився надзвичайно вдалим і відразу потрапив на вершину хіт-параду «Території А», з якою Скрябін співпрацював.
На Кузьму та Шуру відбувався постійний натиск із боку Тері, Юрія Нікітіна (продюсера «Nova» та Ірини Білик) та «Території А». Всі вони активно намагалися змінити музичну політику гурту згідно зі своїми смаками й поглядами. Скрябін пожертвував часом для студії «Nova» — ціле літо гурт їздив як «розігрів» для концертів Білик (на той час вона була популярніша та відоміша). У багатьох містах за гуртом навіть закріпився імідж «підтанцьовки» Білик. Відомі слова Кузьми на одному з концертів: «Люди, я знаю, що ви прийшли не на нас, але настане час — і ми будемо збирати такі ж зали самі». Втім, попри ролі не-лідерів, Кузьма досі вдячний NOVA і Білик (з якою 2003 заспівали дуетом «Мовчати»).
Восени Кузьма дебютував на каналі УТ-2, як ведучий музичної сторінки в програмі «Бомба», щоправда програма довго не протрималася в ефірі.
У другій половині 1996 року Тері вдалося домовитися з фірмою «Караван CD» про випуск диску «Молотов-20», який отримав назву «Molotov-Zwanzig». Він робив це як сюрприз, нічого не повідомляючи іншим членам гурту, які потім були приголомшені від такого подарунка.
Після завершення роботи Кузьма та Тері вирішили розійтись, Тері залишився продюсером «Молотова» й перейшов директором до гурту «Табула Раса». У прес-релізі щодо цього було сказано: «Безумовним є те, що внесок Тері в кар'єру Скрябіна дійсно дуже великий, і на жаль, несумісність характерів не дозволяє нам працювати разом …».

### 1997—2000
У цей час повернувся з Москви Ростик, що енергійно взявся за усі справи одночасно, ставши продюсером, менеджером, бас-гітаристом та прес-аташе. З нового 1997 року контракт із «Nova» продовжили ще на рік. Відновилася концертна діяльність гурту. Із січня 1997 року кліп «Той Прикрий Світ» — постійна реклама гурту — покинув «Територію А». Вже 13 січня в «Параді хіт-парадів» у Києві «Train» посів 6-те місце, «Мудрий, бо німий» — 17-те. А через три дні компанія «NAC» випустила не одну, а відразу три касети гурту: це «Казки» (том 1, том 2) і довгоочікуваний «Мова Риб», якому Олег Литвиненко надав «нове обличчя». Із цього дня починається «золота ера» «Скрябіна», який зміг розповісти свої «Казки» всій Україні за допомогою касет з ефемерною фізіономією Кузьми. «Казки» створили тимчасовий ажіотаж навколо гурту. Принципово змінилося ставлення критиків до гурту, а сам гурт обрав собі новий імідж.
Протягом березня відбулося кілька сольників, зібрані гроші з яких повністю пішли на придбання нового обладнання для студії «Sпати». Почалися переговори з «Global Ukraine» про відкриття вебсторінки в Інтернеті (), що й було здійснено 4 червня 1997 року за допомоги директорів фірми Юрія Коржа і Віктора Форсюка.
У травні 1997 гурт багато виступав. Було записано кілька концертних версій старих пісень — «Operator», «Танець Пінгвіна», «Холодний Смак».
23 травня 1997 року, трапилося те, чого усі «скрябінці» давно чекали — за підтримки фірми «Dines Trade» у ДК Київського Інституту Інженерів Цивільної Авіації відбувся перший в історії гурту сольний концерт. Він тривав близько двох години, а на великому екрані час від часу плавали риби та з'являлися уривки старих фільмів, знятих ще у Новояворівську Зайковським.
За червень Скрябін дав 22 концерти, що не дуже позитивно відбилося на працездатності учасників гурту. 15 червня, того дня, коли хлопці давали сольний концерт у Вінниці, в Києві на «Караван CD» було офіційно презентовано касету «Молотов-20» та CD «Мова Риб».
2 липня 1997 року на офіційному сайті було розміщено заяву Кузьми: «Нарешті-те купу залозок, що уже п'ятий місяць заважає мені ходити будинком, можна з гордістю назвати „Sпати“. Дякуємо дітям з фірми „BITA MUSIC“ — це вони дали нам можливість упакуватися, як нормальним яворівцям, аж по самі яйця!».
5 липня гурт несподівано став «Найпопулярнішим альтернативним гуртом» 1997 року. Спочатку вони мали змагатися з «Табула Расою» у номінації «Найкращий поп-гурт», але раптом з'явилася вищезгадана номінація, й гурт отримав нагороду фестивалю — перо жар-птиці.
На День Незалежності України 24 серпня «Скрябін» вдень дав концерт у Львові, після чого прилетів літаком до Києва, де також дав концерт з нагоди свята.
4 листопада Кузьма, Шура й Ростик дали велике інтерв'ю в програмі «Територія А», у якому вперше оприлюдили адресу Всеукраїнського Клубу фанатів «Скрябіна» «Казка».
20 листопада — офіційний день відкриття студії «Sпати» у Києві.
У січні Кузьма вів програму «CD ROM» на радіо «Супернова» під ім'ям DJ Smith, і крутив музику вживу на платівках. А вже восени 1997 року після виходу «Казок» та коли Кузьмі знову більше імпонувала неоромантика, взявши з Ростиком свої старі англійські прізвиська, за допомоги Романа Кальмука з радіо «Столиця» почали випускати на цій радіостанції свою власну програму «Клітка», у якій ставили ту музику, що їм подобається. Програму можна було почути щонеділі з 21-00 до 24-00, але тільки в столиці, та якщо Ростик або Кузьма перебували в Києві.
14 грудня в Києві відбувся концерт «Пісня Року», де Скрябін переміг у номінації «Найкращий альтернативний гурт року».
17 грудня Скрябін переміг у номінації «Найкращий альтернативний гурт» в «Параді хіт-парадів» «Території А» і «12-2». Музиканти вирішили підтвердити свою альтернативність, вийшовши виконувати пісні в костюмах із краватками. Кузьма оголосив: «Пісня „Годинник“! Слова — я! Музика…(подивився на Роя і Шуру)…теж я!». А для отримання нагороди гурт вийшов у новорічних тигрових масках.
Після Нового Року музиканти працювали вже у новій студії, вирішуючи фінансові питання. З 6 по 9 січня вони були в Новояворівську, де святкували Різдвяні свята й день народження Шури разом із його батьками. Повернувшись після цього, «Скрябіни» задумали нечувану акцію — офіційний з'їзд представників фан-клубів, спонсорований партією зелених. Це мав бути перший у світі[джерело?] з'їзд всіх філій одного фан-клубу, цілком і повністю проведений і забезпечений гуртом.
18 січня 1998 року цей з'їзд відбувся. На нього приїхало близько 30 осіб, з них 15—20 з інших міст. Представникам фан-клубів і засобам масової інформації було повідомлено про співпрацю Скрябіна із партією зелених, охочим вручали рекламні календарі, футболки та листівки гурту і партії зелених.
Після цього з 2 по 27 березня відбувся «зелений» тур по Україні. Разом із Юлією Лорд, яка теж взяла участь у цьому турі, було записано пісню «Брудна, як ангел». Після туру гурт декілька місяців записував новий альбом, який вийшов у липні під назвою «Танець Пінгвіна». Ще до його виходу було знято й розкручено кліп на заголовну пісню. Паралельно відбувався запис альбому «Seks» для Молотов-20.
З 1 по 4 серпня Скрябін знову взяв участь в «Таврійських Іграх», де його висунули одразу в семи номінаціях — рекорд фестивалю.[джерело?]
23 серпня відбувся сольник у Львові, а 24-го в Києві. Після цього концерту гурт відпочивав аж до середини жовтня. У цей час лейбл Boom Records випустив CD з перезаписаним наново альбомом «Технофайт».
24 жовтня у Львові презентували нові пісні: «Стриптиз», «Власний Космос», «Медор» і кавер-версія на «Behind the wheel» гурту «Depeche Mode» «Я твій пасажир». Вирішено, що альбом «Хробак» вийде у двох версіях — великій та обмеженій.
7 грудня 1998 на концерті «Мелорами» у Запоріжжі презентовано пісні «Вмер», «Ліг спати і вмер» і нову версію «Стриптизу». Також виконано «Танець пінгвіна», «Побєда» і пісні з нового альбому — «Клей», «Медор», «Власний космос», «Я твій пасажир».
14 грудня гурт повідомив, що в Росії записано диск із каверами на пісні Depeche Mode, де Скрябін був єдиним українським гуртом з піснею «Я твій пасажир».
16 грудня на церемонії нагородження «Золотої Жар-Птиці», гурт отримав лише одну нагороду (з семи номінацій) — «найкращий поп-гурт».
22 грудня Ростик підтвердив, що «Хробак» вийде 15 лютого наступного року.
27 грудня презентовано кліп на пісню «Брудна, як ангел», знятий режисером Віктором Придуваловим.
1999 року разом зі співаком Андрієм Підлужним «Скрябін» розпочав етно-проєкт «Еутерпа» — синтез прадавнього автентичного фольклору та сучасних технологій — згодом три пісні вийшли в Канаді на синґлі. Також «Скрябін» склав акомпанемент Тарасові Чубаєві в запису альбому пісень вояків ОУН-УПА «Наші партизани».

### 2000—2003
Влітку 2000-го, після запису альбому «Стриптиз», музиканти посварилися між собою — пішли чутки про розпад «Скрябіна». Та врешті музиканти дійшли згоди — Рой більше не виходитиме на сцену з гуртом, проте залишиться його директором, зайнявшись вирішенням адміністративних та організаційних питань. Кузьма з Ростиком, Шурою та сесійними «живими» музикантами, які на той час акомпанували дружині Роя — співачці Юлії Лорд, досить швидко зробили альбом «Модна країна».
У жовтні 2001-го студія «Спати» власним коштом випустила на компакт-диску попередній альбом «Стриптиз», а невдовзі побачив світ і сольник Шури «Mechanical Love». Також лейбл «Атлантик» випустив міні-збірник «Спатанка #1. Вафlee або печиво в клітинку» — записи різноманітних панківських проєктів студії «Спати», що відзначалися ненормативною лексикою в текстах. Попри повну відсутність реклами, диск мав досить пристойний тираж. До кінця року закінчився контракт із «Таврійськими Іграми», і студія «Спати» знову стала віртуальною. Проте це не завадило «Скрябіну» швидко знайти нових покровителів у вигляді виборчого блоку «Команда озимого покоління» — до весняних виборів терміново було записано і видано альбом «Озимі люди», пілотований відразу п'ятьома відеокліпами. Заради цього було відкладено роботу над проєктом осучаснених весільних пісеньок «Kozzzak Діско», над яким Кузьма працював ще від весни 2001-го. Його відео-промоція, під патронатом Олександра Пономарьова та продюсерського центру «З ранку до ночі», розпочалася у квітні. Невдовзі лейбл «Атлантик» перевидав доповнений альбом «Стриптиз +». Розвиток «Kozzzak Діско» остаточно загальмувався і, аби робота дарма не пропала, в листопаді 2002-го все той же лейбл «Атлантик» опублікував альбом як є. Дружня атмосфера у колективі зникла остаточно: Ростислав Домішевський покинув гурт і почав працювати з Юлією Лорд, а згодом перейшов на телебачення.
Майже весь наступний альбом «Скрябіна» в лютому-березні 2003-го записував у Євпаторії на студії гурту «Зурбаган» її лідер Паша Шевчук (Пікассо), а зводив його, за продюсуванням Іллі Лагутенка, в лондонській «Mayfair Studios» Джон Гадсон. Компакт «Натура» в травні 2003-го випустив лейбл «Lavina Music». Шура ще брав участь у записі альбому, але напередодні його релізу стало відомо, що він узагалі полишає гурт, та починає грати в «Другій Ріці», а також допомагає Андрію Підлужному відновити проєкт «Нічлава». До всеукраїнського туру на підтримку диска «Натура» тимчасово зібрався новий склад «Скрябіна» — Кузьма, Олександр Мельник (бас, екс-«CrossFire», «Квартет-44»), Олексій Зволинський (Зваля) — гітара, Володимир Паршенко (Івнінґ) (барабани, екс-«Страшний головний біль»), — ще долучилися клавішник Олександр Стрілковський та лідер хмельницької хардової «Мотор'ролли», гітарист Сергій Присяжний.

### Після 2003

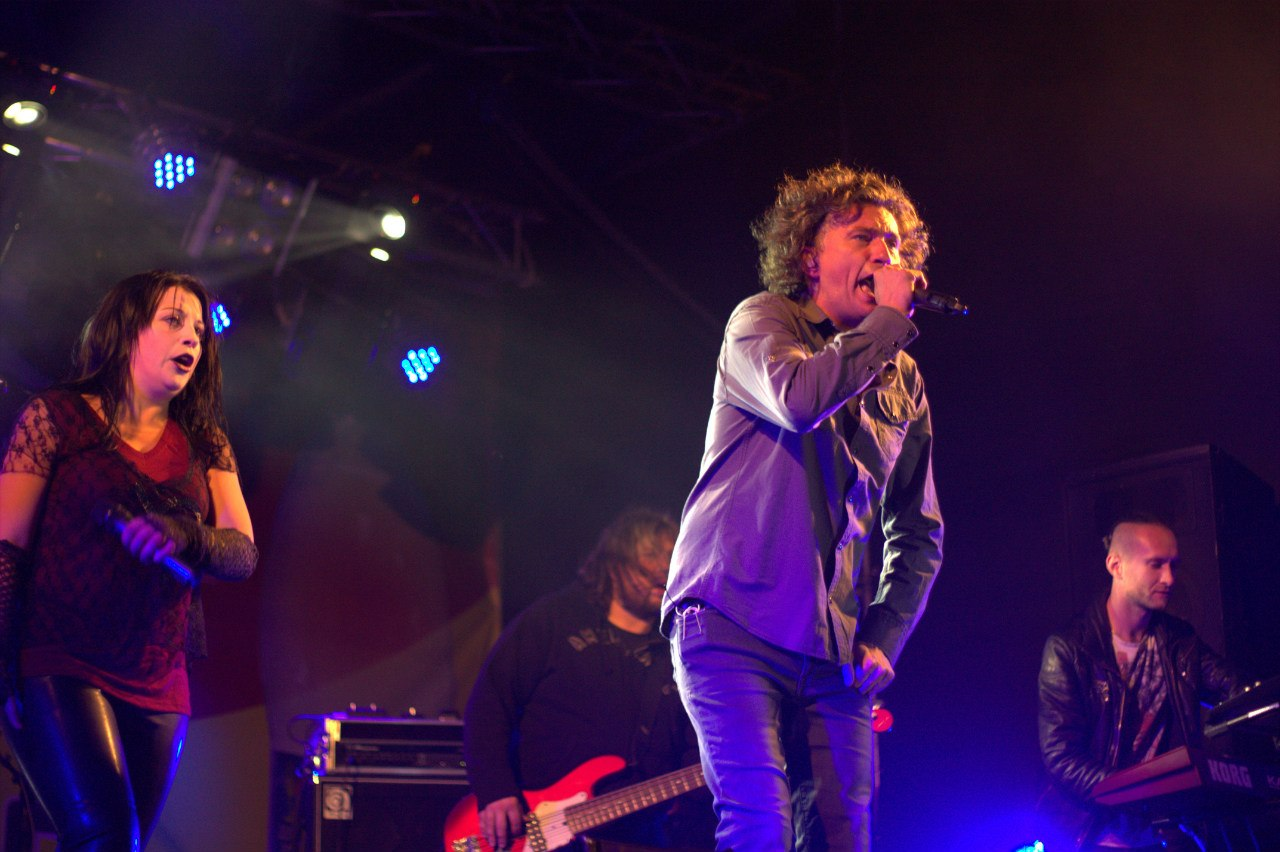
Концерт у Мелітополі, 2014

15-ліття вже оновлений гурт відзначив «Альбомом (1989—2004)» — переспіви старих і нових пісень. Під час Помаранчевої революції Ростик і Шура на 5 каналі розкритикували Кузьму за підтримку ним Януковича на виборах президента і Шура вибачився (як учасник гурту Друга Ріка, який у першому турі теж проводив концерти на підтримку Януковича) за свою участь у підтримці Януковича в першому турі. Розбіжність у політичних поглядах між колишніми учасниками Скрябіна стала причиною гострої критики Кузьми, який залишався серед музикантів, що брали участь у агітаційних концертах, організованих провладними силами на свою підтримку. Можливість відновлення старого складу «Скрябіна» було перекреслено і почалася нова ера в історії гурту.
Кузьма почав писати кардинально іншу музику, ніж зі старим складом гурту. 14 квітня 2005 року вийшов альбом «Танго», який став дуже успішним. Утвердився і новий постійний склад гурту: Кузьма — спів, музика, тексти, Олексій Зволінський — гітари, аранжування, Костя Сухоносов — клавіші, аранжування, Костя Глітін — бас-гітара, Вадим Колісниченко — барабани, а згодом і Олена Розумна — бек-вокал. Альбом «Гламур», що вийшов 14 вересня 2006 року, продався тиражем 70 тисяч примірників.
20 травня 2007 року відкрився суттєво оновлений офіційний сайт гурту. 27 липня 2007 року вийшов альбом-проєкт латиноамериканських версій найкращих хітів гурту — «Скрябінос Muchachos».
На осінь 2007 року «Скрябін» запланував велике турне 25-ма містами України у підтримку нового альбому — «Про любов?». Але із неназваних причин було скасовано.
Новий альбом гурту Скрябін «Про любов?» видано 22 листопада 2007 року. На пісні «Хлопці Олігархи», «Шмата» і «Мумітроль» знято кліпи (останній офіційно заборонений на телебаченні за аморальний зміст пісні). В січні 2008 року Олена Розумна покинула гурт з метою створити власний проєкт.
Наступний альбом гурту під назвою «Моя еволюція» вийшов у грудні 2009 року. Було знято кліпи на композиції «Тепла зима», «Кинули», «Випускний», «Пусти мене» і «Квінти». На підтримку альбому організовано концертний тур містами України. В листопаді 2010 року вийшов «Андріївський Unplugged» — запис виступу на студії радіо «Львівська Хвиля».
У 2011 році гурт дав концерт в Росії, який пройшов 21 травня в Санкт-Петербурзі. Знімається відео на пісню «Маршрутка», в якому знялись гурти «Пающіє труси» та «Дзідзьо». Кліп вийшов у двох версія — скороченій, яка демонструвалась по телебаченню і повній, яка через присутність ненормативної лексики була піддана цензурі й поширювалась лише через інтернет.
28 квітня 2011-го року відбувся виступ у Львівській опері. Всі найвідоміші композиції гурту виконувались у супроводі Оркестру Національного театру ім. М.Заньковецької, що додало їм особливого звучання. Даний концерт став одним з найбажаніших виступів останніх років для львівської публіки і сповна виправдав очікування. Кузьма роздавав компліменти львівській публіці, багато жартував і спілкувався з глядачами.
Восени, 24 вересня 2011 року «Скрябін» виступив на готичному фестивалі «Діти Ночі: Чорна Рада» з ретро-програмою. Гурт виконав 8 старих пісень.
У квітні 2012 року вийшов новий альбом «Радіо любов», до якого увійшли 10 композицій. Також випущено обмежене спеціальне видання альбому, до якого увійшли ще 7 бонус-треків, а також відзняті відео на пісні «Говорили і курили», «Місця щасливих людей» та «Мам». Тоді ж виходить сольний проєкт Кузьми під назвою «Злий репер Зеник», який поширювався безкоштовно через інтернет.
5 липня 2013 року, в Києві, в Зеленому Театрі відбулась прем'єра нового альбому гурту Скрябін під назвою «Добряк».
У підтримку платівки з простою назвою «25» навесні 2014 року відбулось всеукраїнське турне. В рамках туру 4 квітня в київському клубі Stereo Plaza пройшло велике концертне шоу. Цього вечора також представлено книгу Андрія Кузьменка — «Я, Паштєт і армія».
Незадовго до смерті Кузьма планував новий альбом, але наразі доля платівки невідома. В мережі можна знайти демо-версії невиданих пісень («Лист до президентів», «Українці», «Сука-війна», «Маленька дівчинка»).

### Смерть Андрія Кузьменка
2 лютого 2015 року лідер гурту загинув у автокатастрофі поблизу села Лозуватка, Криворізького району, Дніпропетровської області. 4 лютого відбулась церемонія прощання у Преображенській церкві у Львові. Поховали Андрія 5 лютого на Брюховицькому цвинтарі поблизу Львова.
20 травня в Палаці спорту в Києві відбувся концерт пам'яті Кузьми, який відвідали понад 10 тисяч глядачів. Пісні гурту з музикантами «Скрябіна» виконали відомі представники шоу-бізнесу України. На місці загибелі Кузьменка встановлено пам'ятний знак.

### Сучасний стан гурту
Гурт продовжує концертну діяльність. Зокрема на місці соліста побували Женя Толочний, Женя Галич та Юрко Юрченко.
Піснею Сука Війна [Архівовано 13 червня 2021 у Wayback Machine.] долучився до акції «Так працює пам'ять», присвяченої пам'яті Данила Дідіка.

## Стиль та виконання

### «Старий Скрябін»
«Скрябін» дехто вважає піонерами української електронної музики. За весь час творчості, гурт увібрав у себе суміш різноманітних жанрів та стилів.
Перший альбом «Чуєш біль» межував між синті-поп звучанням та новою хвилею. З кінця 1989 до 1991 року музиканти експериментували з піснями, внаслідок чого звучання наближалось навіть до психоделії (треки «Чуєш Біль», «Вошо»). Загалом перші пісні відрізнялися використанням на першому плані синтезаторів, бас-гітари та ударних, що було характерним у виконанні пост-панк гуртів.
Після запису альбому «Мова Риб» у 1992 році, музиканти звернулись до техно музики. В той час цей жанр був дуже популярним і завойовував популярність у молоді по всьому світі. Починаючи грати техно, «скрябіни» не забували і як основу більш мелодійний синті-поп. Сам Андрій Кузьменко неодноразово наголошував про свою любов до гурту «The Cure», чий вплив також був досить значним — від депресивно-романтичних текстів у ліриці до аранжування інструментів. Але, на відміну від англійського колективу, «Скрябін» ніколи не мав постійного гітариста, що вплинуло на музичну палітру гурту. Іншим предтечею для майбутнього матеріалу став культовий електро-гурт «Depeche Mode». Захопившись «The Cure» і «Depeche Mode», поєднавши темну романтику та електроніку, «Скрябін» створив альбом «Технофайт». Такі треки як «Велика стіна», «Коли не буде нас», «То мій голос», «Нейлоновий час» сьогодні відносять до музики дарквейв.
У середині 1990-х років «Скрябін» повернувся до схеми синті-поп — техно, випустивши альбом «Птахи», трохи схожий за характером звучання на роботи німецького діджея «Maruscha». Ще одним гуртом, що вплинув на музику «Скрябіна», називають неоромантичний «Camouflage». На альбомі «Казки», частково «Мові Риб», «Технофайті» цей настрій передає особливості стилю. В 1998 році гурт випустив максі-сингл «Танець Пінгвіна», який більш схожий на танцювальний рейв (задовго до цього Кузьма і Шура записали рейв-проєкт Molotov 20). В 1998—1999 роках гурт записав «Хробак», наблизивши звучання від звичного синті-поп до дарквейву, і навіть EBM та альтернативного року. Ця робота на прикладі «Ми як машини» виявила вплив німецького гурту «Kraftwerk». Також у цьому альбомі виконавці використовували семпли промислових заводів та інших механічних звуків, характерних для електро-індастріалу. Перевиданий «Технофайт 1999» та «Стриптиз» найближчі до пост-панку (альтернативний рок) з елементами електронного звучання.

### «Новий Скрябін»
Після розпаду старого колективу, змінилися настрій і напрям у творчості. Головною зміною став перехід від електроніки до більш живого поп-рокового звучання. Таким чином електронну складову було зведено до мінімуму. Альбом «Модна країна», записаний хоч і в старому складі, але вже в іншому, легшому поп-виконанні. В 2002 році Скрябін видав платівку під назвою «Озимі люди», де завдяки таким пісням, як «Любити платити», «Сам собі країна», «Герой» сформувався остаточний напрямок музики подальших років. Після виходу синглу з Іриною Білик «Мовчати» це ще більше підтвердилось, використовуючи звичні канони поп-музики. Останнім етапом трансформації став випуск «Натури», коли від звуків нової хвилі, майже нічого не залишилось. Треки «Спи собі сама», «Давай з тобою займатися любов'ю», «Наш останній танець», «Я сховаю тебе (любов)» потрапили в ротацію комерційного музичного телеканалу M1.

## Склад гурту
Класичний склад гурту «Скрябін» був майже незмінним до кінця 1990-х років. Починаючи з 2000-х, гурт залишили Сергій Гера та Ростислав Домішевський. Постійним лідером упродовж усієї історії гурту був Андрій Кузьменко.

### Склад
- Олексій Зволинський (Зваля) — гітара (1999—дотепер)
- Костянтин Глітін — бас-гітара (2004—дотепер)
- Вадим Колісніченко — ударні (2004—дотепер)
- Юрко «Юркеш» Юрченко - вокал (2018—дотепер)

### Колишні учасники
- Ольга Лізгунова — вокал, бек-вокал (2010—2023)
- Женя Толочний — вокал, гітара (2015—2018)
- Женя Галич — вокал, гітара (2015)
- Андрій Кузьменко (Кузьма) — вокал, тексти, музика, клавішні (1989—2015) †
- Ростислав Домішевський (Рой) — бас-гітара, гітара, музика (1989—2002)
- Сергій Гера (Шура) — клавішні, музика (1989—2003)
- Олександр Скрябін (Скряба) — клавішні, звукорежисура (1989—1995)[14]
- Андрій Штурма (К'юр) — клавішні, гітара (1991)[15]
- Ігор Яцишин — ударні (1989—1990) †
- Андрій Підлужний — вокал, бек-вокал (1997—2004)
- Володимир Паршенко — ударні (2000—2003)
- Олександр Мельник — бас-гітара, клавішні (2001—2003)
- Сергій Присяжний — гітара (2002—2003)
- Олександр Стрілковський — клавішні (2002—2003)
- Валерій Папченко — провідний концертний звукорежисер (2000—2003)
- Костянтин Сухоносов — клавішні, гітара (2003—2015)
- Олена Розумна — бек-вокал (2005—2008)

## Дискографія

### Студійні альбоми
- 1993 — «Мова риб»
- 1995 — «Птахи»
- 1997 — «Мова риб»
- 1997 — «Казки»
- 1999 — «Хробак»
- 1999 — «Технофайт 1999»
- 2000 — «Модна країна»
- 2001 — «Стриптиз»
- 2002 — «Озимі люди»
- 2003 — «Натура»
- 2005 — «Танго»
- 2006 — «Гламур»
- 2007 — «Про любов?»
- 2009 — «Моя еволюція»
- 2012 — «Радіо Любов»
- 2013 — «Добряк»
- 2014 — «25»

#### Невидані альбоми
- 1989 — «Чуєш біль»
- 1993 — «Технофайт»

### Збірки
- 2003 — Рок-легенди України
- 2012 — «Балади»

### Ремікси
- 1998 — «Танець пінгвіна»
- 1999 — «Птахи повернулись»
- 2004 — «Альбом»
- 2007 — «Скрябінос Muchachos»
- 2010 — «Скрябін Dance»
- 2015 — «Еволюція»

### Сингли
- 1999 — «Еутерпа»
- 2003 — «Мовчати»
- 2006 — «Шкільна любов»
- 2010 — «Пусти мене»
- 2010 — «Старі фотографії»
- 2010 — «Квінти»
- 2011 — «Говорили і курили»
- 2012 — «Radiolove»

### Концертні записи
- 2010 — «Андріївський Unplugged»
- 2015 — «Дякую люди… Live Concert — останній запис»

### Інші проєкти
- 1996 — «Molotov Zwancig»
- 1998 — «Депеша для Depeche Mode» (пісня «Я твій пасажир»)
- 1999 — «Наше Різдво»
- 1999 — «Спатанка #1 — ВафLEE»
- 2000 — «Наші партизани»
- 2001 — «Кобзар. Нові акценти» (пісні «Мені однаково», «Якось-то йдучи уночі…», «Доля»)
- 2001 — «Mechanical Love»
- 2002 — «Kozzzak Disco»
- 2003 — Проєкт «Є»-2003 …але час, як ріка… (Пісня «China Wall»)
- 2006 — «Через чужі окуляри»
- 2012 — «Zалупа RocK»

## Чарти
| Рік  | Пісня                                       | Ukraine Top 40 [Архівовано 27 січня 2018 у Wayback Machine.] | Europe Official Top 100 [Архівовано 27 січня 2018 у Wayback Machine.] |
| ---- | ------------------------------------------- | ------------------------------------------------------------ | --------------------------------------------------------------------- |
| 2004 | «Спи собі сама»                             | 14                                                           | -                                                                     |
| 2005 | «Люди, як кораблі»                          | 2                                                            | 78                                                                    |
| 2005 | «Най Буде Так… (дует із Юлією Забродською)» | 1                                                            | -                                                                     |
| 2009 | «Тепла зима»                                | 7                                                            | -                                                                     |
| 2009 | «Кинули»                                    | 28                                                           | -                                                                     |
| 2009 | «Випускний»                                 | 19                                                           | -                                                                     |
| 2010 | «Квінти»                                    | 2                                                            | 64                                                                    |
| 2010 | «Джаламамбай (дует із CJ Mars)»             | 13                                                           | -                                                                     |
| 2011 | «Я не тримаю зла»                           | 13                                                           | -                                                                     |
| 2011 | «Говорили і курили»                         | 3                                                            | 72                                                                    |
| 2011 | «А пам'ятаєш…(Місця щасливих людей)»        | 2                                                            | 96                                                                    |
| 2011 | «Маршрутка»                                 | 14                                                           | -                                                                     |
| 2012 | «А під Новий рік»                           | 35                                                           | -                                                                     |
| 2012 | «Мам»                                       | 5                                                            | -                                                                     |
| 2012 | «Добряк»                                    | 7                                                            | 82                                                                    |
| 2013 | «Лист до друга»                             | 38                                                           | -                                                                     |
| 2013 | «Порш Панамера»                             | 10                                                           | -                                                                     |
| 2014 | «Історія»                                   | 26                                                           | -                                                                     |
| 2014 | «Наш перший медляк»                         | 22                                                           | -                                                                     |
| 2015 | «Дельфіни»                                  | 1                                                            | 42                                                                    |
| 2015 | «Кінець фільму»                             | 2                                                            | 67                                                                    |
| 2015 | «Прогноз погоди»                            | 1                                                            | 74                                                                    |
| 2019 | «Сонце замість шапки»                       | 28                                                           | -                                                                     |

## Відеокліпи
| Рік  | Назва пісні                              | Режисер(и)                                     | Альбом            |
| ---- | ---------------------------------------- | ---------------------------------------------- | ----------------- |
| 1989 | «Чуєш біль»                              | Володимир Зайковський                          | «Чуєш біль»       |
| 1990 | «Вошо»                                   | Володимир Зайковський                          |                   |
| 1990 | «Коридор хористів»                       | Володимир Зайковський                          |                   |
| 1990 | «Самотній в'язень»                       | Володимир Зайковський                          | Мова риб          |
| 1993 | «Train» (перша версія)                   | Володимир Зайковський                          | «Технофайт»       |
| 1995 | «Open»                                   | Володимир Зайковський                          | Molotov-20        |
| 1995 | «В очах» (перша версія)                  | Віталій Докаленко                              | «Технофайт»       |
| 1995 | «Мудрий, бо німий»                       | змонтовано з концертних записів                | «Птахи»           |
| 1995 | «Train» (друга версія)                   | Володимир Зайковський і Микола Невмержицький   | «Казки»           |
| 1996 | «Той прикрий світ»                       | Віктор Приходько                               | «Казки»           |
| 1997 | «Казка» (перша і друга версії)           | Віктор Приходько                               | «Казки»           |
| 1998 | «Танець пінгвіна»                        | Віктор Приходько                               | «Танець пінгвіна» |
| 1998 | «Фото (Брудна як ангел)»                 | Віктор Придувалов                              | «Хробак»          |
| 1999 | «Хробак»                                 | Віктор Придувалов                              | «Хробак»          |
| 1999 | «Клей»                                   | Віктор Придувалов                              | «Хробак»          |
| 1999 | «Не треба»                               |                                                | «Хробак»          |
| 2000 | «Миколай Бородатий» (ремікс)             |                                                | Наше Різдво       |
| 2000 | «Бультер'єр»                             | Ернест Гранн                                   | «Модна країна»    |
| 2000 | «Чорнобиль форева»                       | Ернест Гранн                                   | «Модна країна»    |
| 2000 | «Модна країна»                           | Антон Гоменюк                                  | «Модна країна»    |
| 2001 | «Буль мікс»                              | Михайло Шелепов                                | «Модна країна»    |
| 2001 | «Негри люблять молоко»                   | Михайло Шелепов                                | «Стриптиз»        |
| 2001 | «Зламані крила»                          | Тара́с Хи́мич                                    | «Модна країна»    |
| 2002 | «Любити платити»                         | Максим Рожков                                  | «Озимі люди»      |
| 2002 | «Герой»                                  | Тарас Химич                                    | «Озимі люди»      |
| 2002 | «Усталі»                                 | Тарас Химич                                    | «Озимі люди»      |
| 2002 | «Шукав свій дім»                         | Тарас Химич                                    | «Озимі люди»      |
| 2002 | «Нова „Статуя свободи“»                  | Ігор та Олександр Стеколенко                   | «Озимі люди»      |
| 2002 | «Party на хаті (Kozzzak Disco)»          | Михайло Шелепов                                | «Озимі люди»      |
| 2002 | «Червоні колготки»                       | Ігор та Олександр Стеколенко                   | «Натура»          |
| 2003 | «Мовчати»                                | Віктор Придувалов                              | «Натура»          |
| 2003 | «Спи собі сама»                          | Віктор Придувалов                              | «Натура»          |
| 2003 | «Наш останній танець»                    | Володимир Зайковський і Михайло Шелепов        | «Натура»          |
| 2003 | «China wall»                             | Володимир Зайковський                          |                   |
| 2004 | «Я сховаю тебе (Любов)»                  | Володимир Янощук                               | «Натура»          |
| 2005 | «Люди, як кораблі»                       | Віктор Придувалов                              | «Танго»           |
| 2005 | «Західний кордон»                        |                                                |                   |
| 2006 | «Ти мені не даєш» (перша версія)         |                                                | «Танго»           |
| 2006 | «Ти мені не даєш» (друга версія)         |                                                | «Танго»           |
| 2006 | «Старі фотографії»                       | Катерина Царик                                 | «Танго»           |
| 2006 | «Падай»                                  | Володимир Якименко                             | «Гламур»          |
| 2006 | «Кольорова»                              | Віктор Придувалов                              | «Гламур»          |
| 2007 | «Гламур»                                 | Андрій Кузьменко                               | «Гламур»          |
| 2007 | «Хлопці-олігархи»                        | Олена Зебра                                    | «Про любов?»      |
| 2008 | «Мумітроль»                              |                                                | «Про любов?»      |
| 2008 | «Пающіє труси» (feat. Пающіє труси)      |                                                |                   |
| 2008 | «Повінь»                                 |                                                |                   |
| 2008 | «Шмата» (feat. XS)                       | Євген Купоносов                                | «Про любов?»      |
| 2008 | «Тепла зима»                             | Вадим Єрмоленко                                | «Моя еволюція»    |
| 2009 | «Кинули»                                 | Віктор Скуратовський                           | «Моя еволюція»    |
| 2009 | «Випускний»                              | Вадим Єрмоленко                                | «Моя еволюція»    |
| 2009 | «Пусти мене»                             | Вадим Єрмоленко                                | «Моя еволюція»    |
| 2010 | «Еволюція»                               | Тоня Ноябрьова                                 | «Моя еволюція»    |
| 2010 | «Квінти»                                 | Тоня Ноябрьова                                 | «Моя еволюція»    |
| 2010 | «Джаламбай»                              | Вадим Єрмоленко                                | Скрябін Dance     |
| 2010 | «Я не тримаю зла»                        | Вадим Єрмоленко                                | «Моя еволюція»    |
| 2011 | «Говорили і курили»                      | Тоня Ноябрьова                                 | «Радіо Любов»     |
| 2011 | «Кохай мене»                             |                                                |                   |
| 2011 | «Маршрутка»                              | Євген Купоносов                                |                   |
| 2011 | «Місця щасливих людей»                   | Андрій Кузьменко                               | «Радіо Любов»     |
| 2012 | «Мам»                                    | Андрій Кузьменко                               | «Радіо Любов»     |
| 2012 | «Дівчина з кафешки на метро „Либідська“» | Максим Пасюк                                   | Добряк            |
| 2012 | «Добряк»                                 | Андрій Кузьменко                               | Добряк            |
| 2013 | «Руїна»                                  | Андрій Кузьменко                               | Добряк            |
| 2013 | «То є Львів»                             | Андрій Кузьменко                               | Добряк            |
| 2013 | «Остання сигарета»                       | Віктор Придувалов                              | Добряк            |
| 2013 | «Лист до друга»                          | Андрій Кузьменко                               | Добряк            |
| 2013 | «Порш пана Мера»                         | Вадим Єрмоленко                                | 25                |
| 2014 | «Не будь рагульом, не пий за рульом»     | Вадим Єрмоленко                                |                   |
| 2014 | «Історія»                                | Андрій Кузьменко                               | 25                |
| 2015 | «Дельфіни»                               | Тарас Голубков, Роман Безверхий, Павло Кільдау | 25                |